# Ръмнику Сърат
Ръмнику Сърат (на румънски: Râmnicu Sărat; на немски: Rümnick, Rebnick) е град в средната част на Румъния, в историческата област Влахия. Ръмнику Сърат е вторият по важност град в окръг Бузъу.
Ръмнику Сърат има 38 828 жители според преброяването на населението през 2002 г.

## Природни особености
Град Ръмнику Сърат се намира в североизточния дял на историческата област Влахия, близо до границата с Молдова. Градът се намра на едноименната река Ръмник. Ръмнику Сърат се намира на 130 км североизточно от столицата на Румъния, Букурещ.

## Население
Румънците представляват мнозинството от населението на града, а единственото малцинство е циганското. Преди Втората световна война евреите представляват значителен дял от населението на града.

## Галерия
- Пешеходната зона в Ръмнику Сърат
- Стара сграда
- Паметникът на Суворов